# 丹波 (京丹後市)
丹波（たんば）は、京都府京丹後市にある地名。大字としての名称は峰山町丹波。713年（和銅6年）以前の丹波国の文化の中心地とみられる地域である。

## 地理
竹野川を日本海側から遡上すると、峰山町矢田のあたりで湧田山古墳群が川岸に迫り、その横の隘路を遡上すると竹野川流域で最大の穀倉地帯に入る。峰山町丹波はその入口にあたり、西の峰山町石丸を経て福田川流域とも距離が近く、南の峰山町荒山を経て南西を横切る鱒留川は比治山峠を通じて久美浜と結ばれる。さらには竹野川上流域の三重以北はかつては水戸谷を経て野田川に流入しており、舟運に頼るところの大きな古代においては丹後地方有数の交通の要衝とされた。様々な弥生土器や石器・鉄器、北に前方後円墳ほか数十基の円墳を擁する湧田山古墳群、南に深大な環濠を擁する高地性集落・扇谷遺跡や七尾遺跡、隣接の峰山町杉谷のカジヤ円墳（直径73メートル）など、古代におけるこの地域の重要性を物語る遺物が多数発見されている。
古代には交通の要衝として発展したとみられる一方、丹波の土地はほぼ平坦なうえに竹野川の水位が低いことにより、近世においては農業用水の確保が大きな課題であった。1655年（明暦元年）、村役人の伊左衛門が測量・主導し、荒山地内に井堰を設けて竹野川上流から水を引き入れる「丹波の大溝」が建設されたことにより、田畑の約4割でこの課題は解消された。
河川
- 竹野川 - 丹波の東部を南北に流れる。
  - 小西川 - 丹波の南部を東西に流れて竹野川に注ぐ。
  - 大糸川 - 丹波の集落付近を東西に流れて竹野川に注ぐ。

湖沼
- 鶴尾池 - 防災重点ため池[4]。貯水量は18,000m2[5]。丹波の集落の西にある。水面は水草に覆われている[6]。
- 松ケ谷池 - 防災重点ため池[4]。貯水量は7,500m2[5]。
- 尉ケ谷池 - 貯水量は5,000m2[5]。

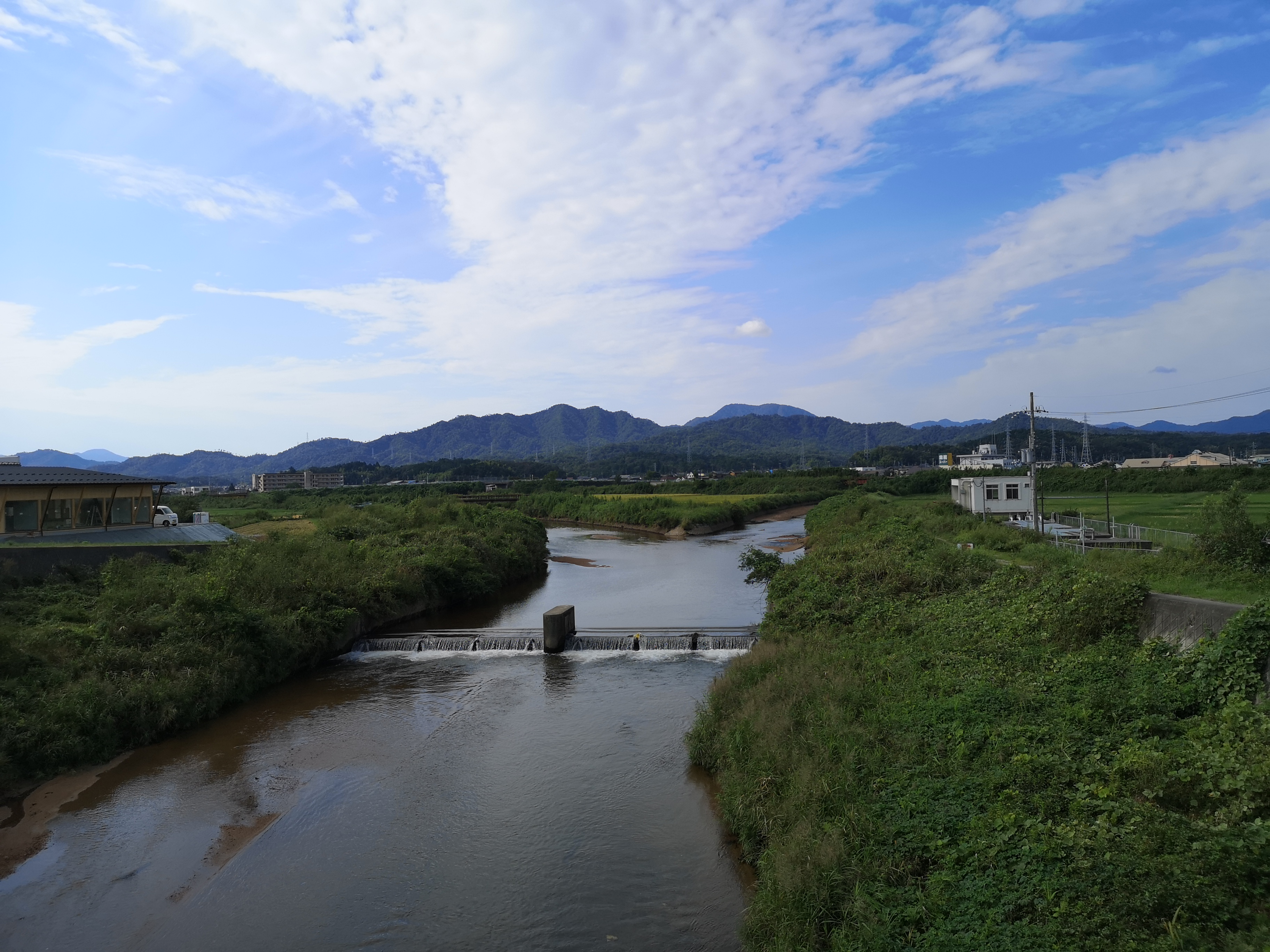
竹野川の中流部
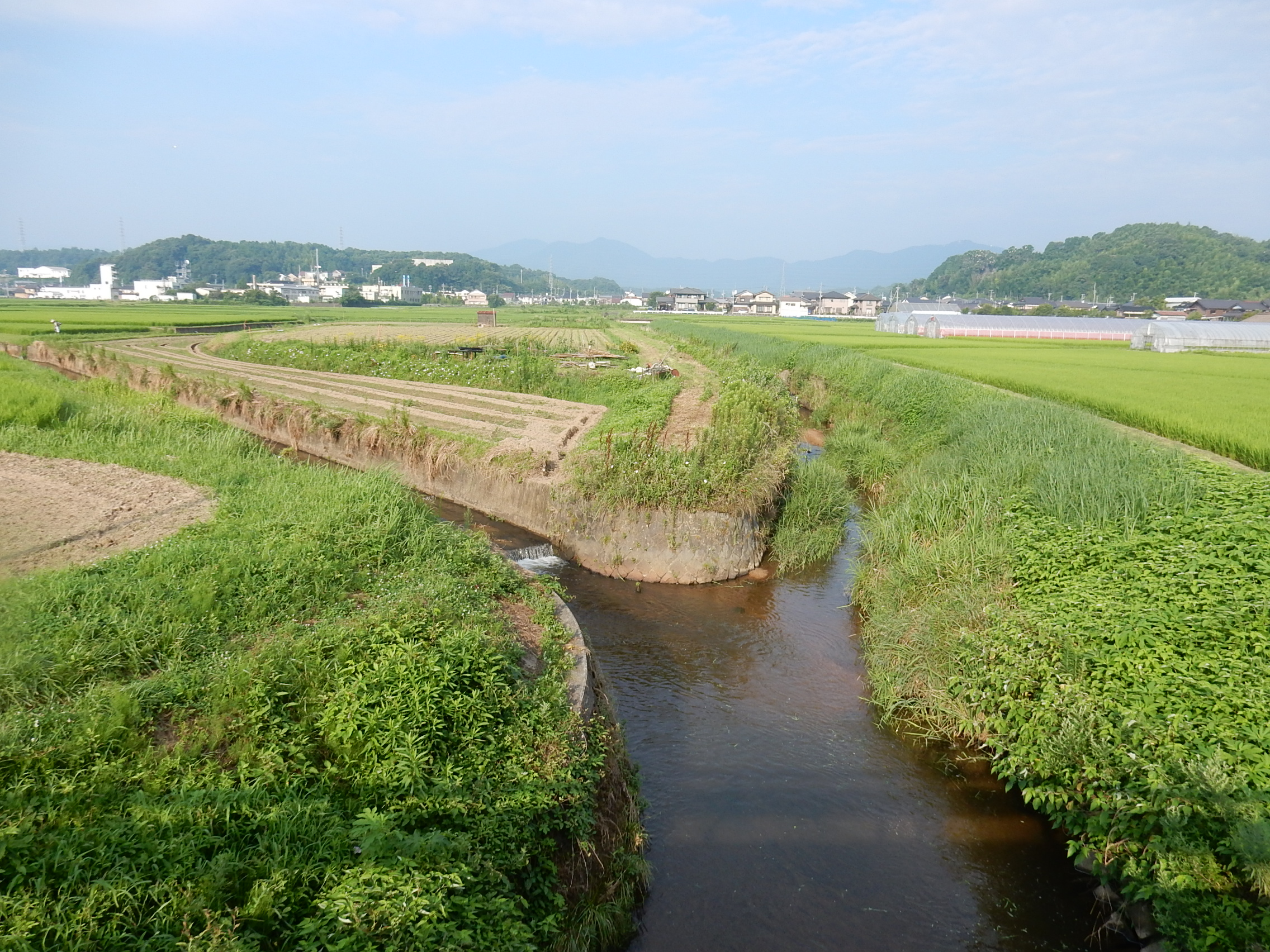
小西川（堀川橋付近）

### 小字
- イナキバ
- 茨山
- 池ノ谷
- 大通り
- 沖田
- 扇谷
- 大糸
- 大畑ケ
- 岡
- 奥地
- 大成
- 大成中
- 大成下
- カ子ツキ割

- 川向
- カナゲ
- 柿木畑
- 上珍庄
- 柿ケ谷
- 笠ノ後
- 角地
- 笠ノ尾
- 笠ノ前
- キヌヤ分
- 北三町田
- 行人塚
- 車田
- クジラ

- 石分
- 小骨
- 三町田
- 桜内
- 下辻
- 下珍庄
- 尉ケ谷
- 清水向
- 定土分
- 清水後
- 清水前
- 城山尾
- スガクゴ
- 惣新田

- 立ノ下
- 反無
- タテウラ
- 立地
- 珍庄
- 靏尾
- ツルウ
- ツキドエ
- 堂坊主
- 中嶋
- 中三町田
- 内記橋ノ上
- 西ケ谷
- 二本木

- 後割
- 野方
- 畑ケ田クゴ
- 畑ケ田
- 原々
- 百町
- 平ケ岡
- 古田新田
- 堀川瓜
- 松ケ谷
- 丸山
- 宮ノ下
- 溝向
- 三宅

- 向立
- 山下
- 矢田谷
- 由り
- 由ケ谷
- 要ノ下
- 由木
- 要ノ上
- 来方
- 涌田山

## 歴史
明治期以降における京都府は、時代を遡ると山城国と丹波国の2国であり、このうちの丹波国から713年（和銅6年）に北部5郡が分かたれて「丹後国」となった。通例、国が分割される場合は前・中・後を付けて命名するのが一般的であるが、2国に分かれた丹波国においては丹波の名は都に近い南部に残され、北部は「たには（丹波）のみちのしり」の意で丹後と命名された。「丹波」の表記は、もとは「旦波」「但波」などとも表記される。和語地名「たには」に漢字を当てたものと思われ、早期に稲作や農耕が始まった土地であることから語源は「田庭」と考えられている。旧丹波国の文化圏の中心は、新丹波国ではなく新たに丹後国と呼ばれるようになったほうにあるとみられ、もと丹波国丹波郡丹波郷であったその中心地が、21世紀現在の峰山町丹波と推定されている。全国に点在する「丹波」の地名が古代から連綿と続いている土地は、峰山町丹波のみである ことがその理由のひとつである。一帯は「古事記」「日本書紀」の伝える大和王権と姻戚関係を結んだ伝承地として全国的にみても早期に位置付けられており、地理節において前述したとおり、考古学史上重要な発掘が続く地域であり、風土記逸文における「羽衣伝説」など重要な伝承も多く残る。
『丹後国風土記』からみる「丹波」は、丹波村のほか矢田、石丸、赤坂、内記を含めて丹波の里とする。また、『和名類聚抄』丹波郡七郷の「丹波郷」は『日本地理志料』によると丹波、桜内、杉谷、峰山、安、西山、小西、赤坂、石丸、橋木、矢田地域とみられ、慶長年間の『拝領郷村帳』では丹波郷は字丹波郷という小地域の名称となり、その後の江戸時代には丹後国中郡丹波村があり、当初は宮津藩領、元和8年（1622年）からは峰山藩領だった。
廃藩置県後の1871年（明治4年）にはまず峰山県の所属となり、次いで豊岡県の所属となった後、1876年（明治9年）に京都府の所属で落ち着いた。1884年（明治17年）、丹波・杉谷・矢田・橋木・石丸・赤坂の6村は連合戸長役場を丹波村に置いた。1889年（明治22年）、町村制にともなって中郡丹波村が発足し、丹波村の大字として丹波が設置された。
1927年（昭和2年）3月7日に起こった北丹後地震では、丹波村全体で355戸が全壊、177戸が半壊し、68人が死亡した。
1955年（昭和30年）1月1日、峰山町・吉原村・五箇村・新山村・丹波村の1町4村が合併して改めて峰山町が発足し、丹波は峰山町の大字として丹波が設置された。2004年（平成16年）4月1日、峰山町・大宮町・弥栄町・網野町・久美浜町・丹後町の6町が合併して京丹後市が発足し、京丹後市の大字として峰山町丹波が設置された。

## 人口
| 人口の変遷         | 人口の変遷 | 人口の変遷 |  |
| ------------------ | ---------- | ---------- |  |
| 1950年（昭和25年） | 2,081人    |            |  |
| 1955年（昭和30年） | 2.014人    |            |  |
| 1965年（昭和40年） | 1,980人    |            |  |
| 1975年（昭和50年） | 1,983人    |            |  |
| 1985年（昭和60年） | 1,916人    |            |  |
| 1990年（平成2年）  | 1,844人    |            |  |
| 1995年（平成7年）  | 1850人     |            |  |

- 人口はいずれも国勢調査。

## 名所・旧跡
- 扇谷遺跡 - 弥生時代前期から中期。日本最古とされる高地性集落跡地。京丹後市指定史跡。
- 湧田山古墳群 - 古墳時代中期。全長100メートルの前方後円墳である湧田山1号墳（京都府指定史跡）などがある。
- 丹波丸山古墳群 - 古墳時代前期[14]。丘陵上の35基の古墳からなる。
- 多久神社 - 式内社。秋の例祭の神事「丹波の芝むくり（京都府無形民俗文化財）」でしられ、一帯は府の文化財環境保全地区に決定されている[15]。
- 相光寺 - 臨済宗天龍寺派の寺院。
- 丹波城址 - 戦国時代に創建された城。城主は一色氏の配下の武将。天正10年（1582年）以後に細川氏に攻められて廃城となった[16]。
- 笹ケ尾城跡 - 城跡は標高56メートルの丘陵にある。2008年に、住民が「城山を整備する会」を結成。「城山公園」と名付け、竹を伐採し、林道も整備してきた[17]。
- 丹波の大溝 - 明暦元年（1655年）に完成した用水路。

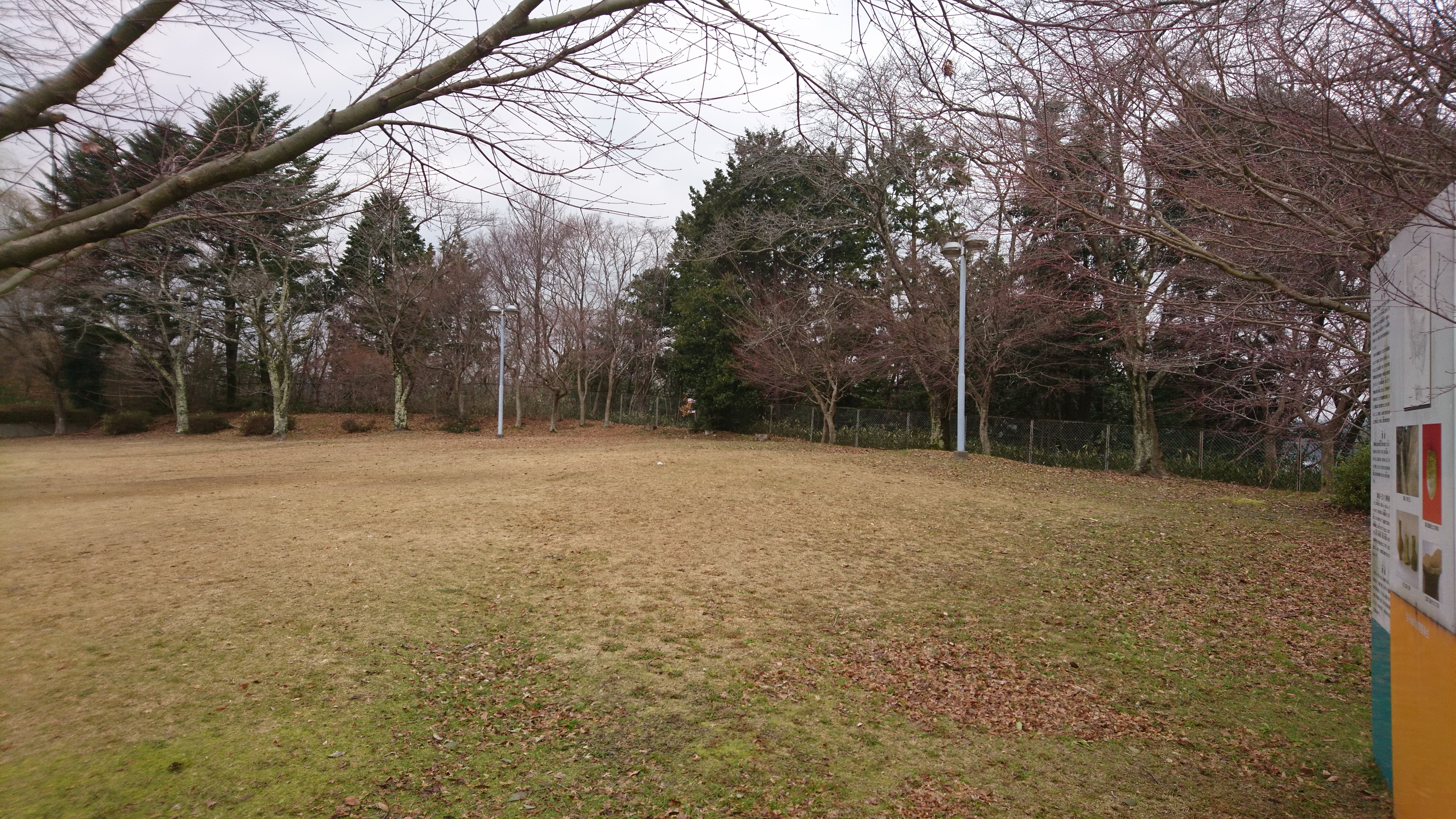
扇谷遺跡
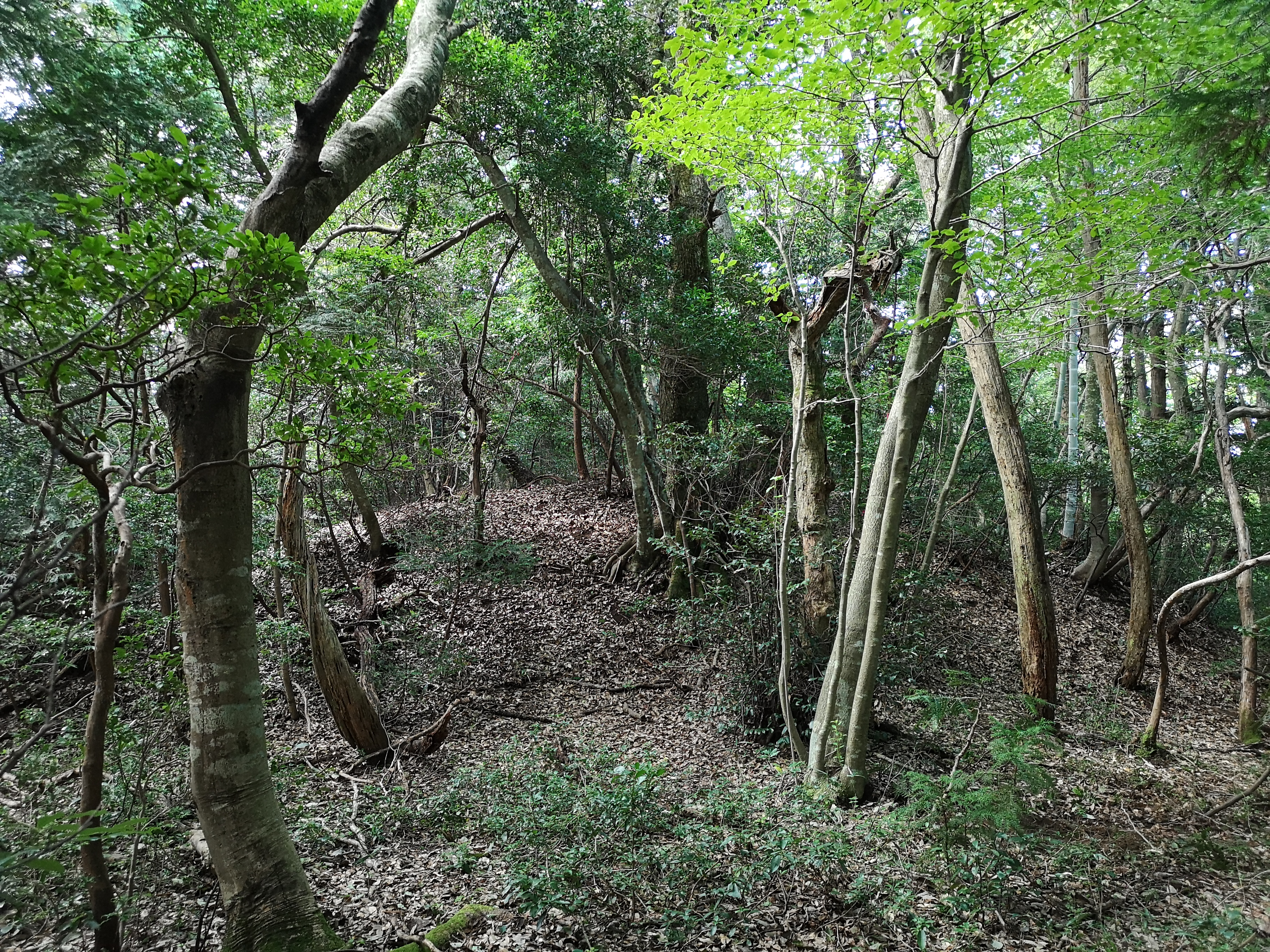
湧田山古墳群の湧田山1号墳
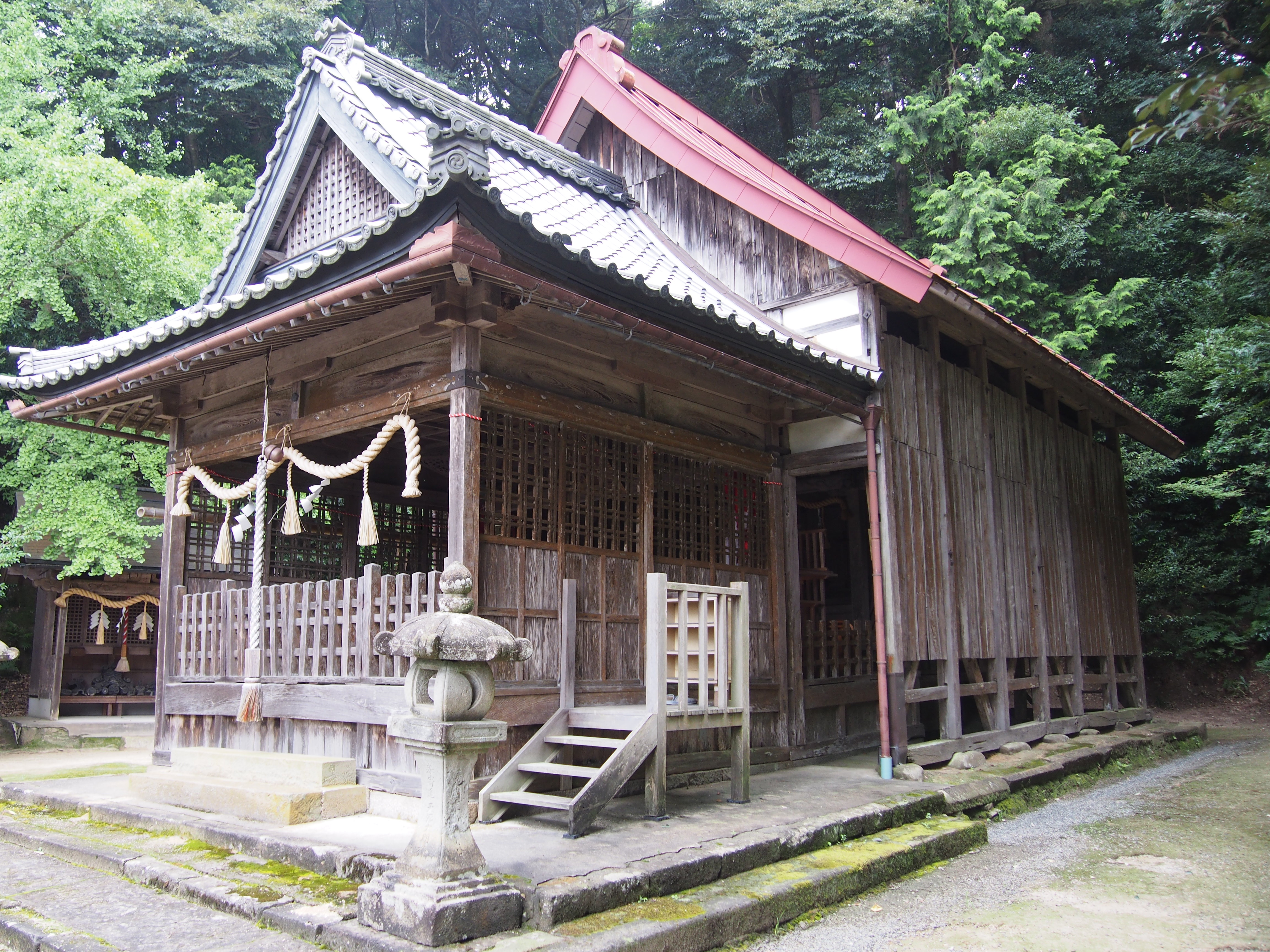
多久神社
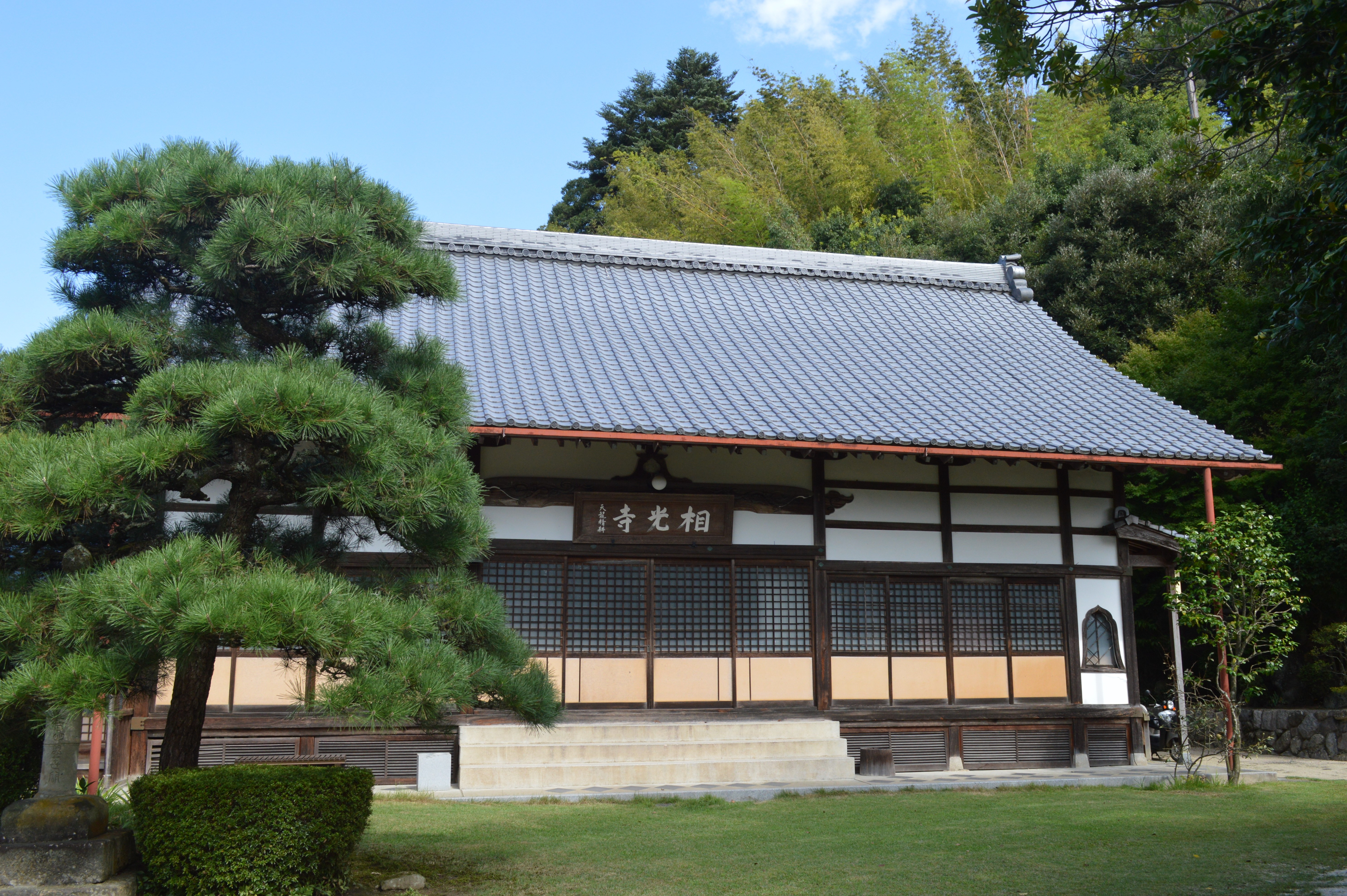
相光寺
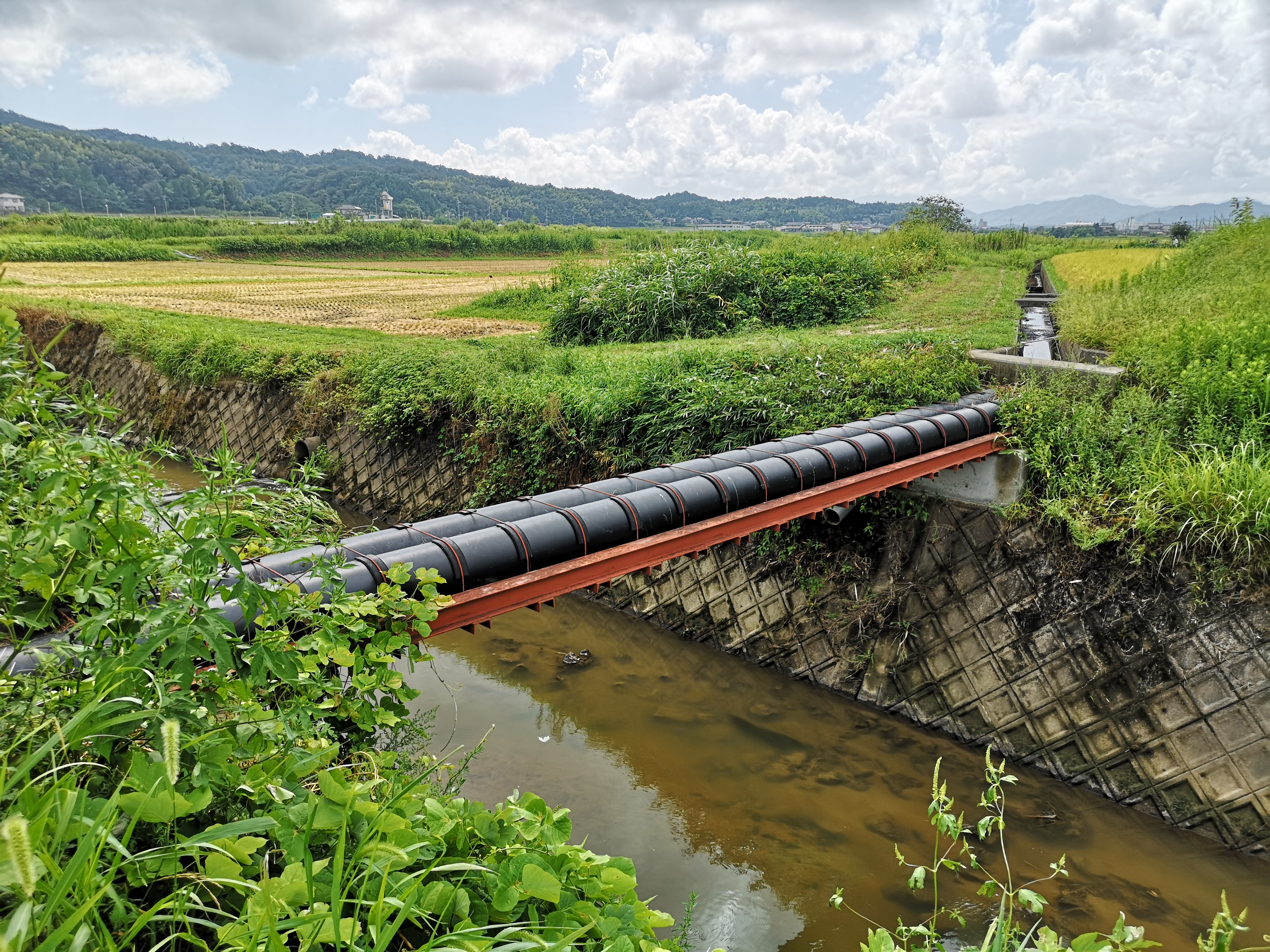
丹波の大溝と小西川

## 施設
- 丹波公民館
- 丹波駐在所
- 京丹後市立丹波小学校 - 1874年（明治7年）に開校し、2018年（平成30年）3月に閉校となった。京丹後市立新山小学校と統合され、京丹後市立しんざん小学校が開校している。
- 京都府峰山総合庁舎
- 京都府丹後保健所
- 京丹後市消防本部
- FMたんご
- 峰山・大宮浄化センター
- 京都府織物・機械金属振興センター - 1968年から2008年までは丹波にあった[18]。竹野川に架かる京都府道656号間人大宮線の内記橋の北西。

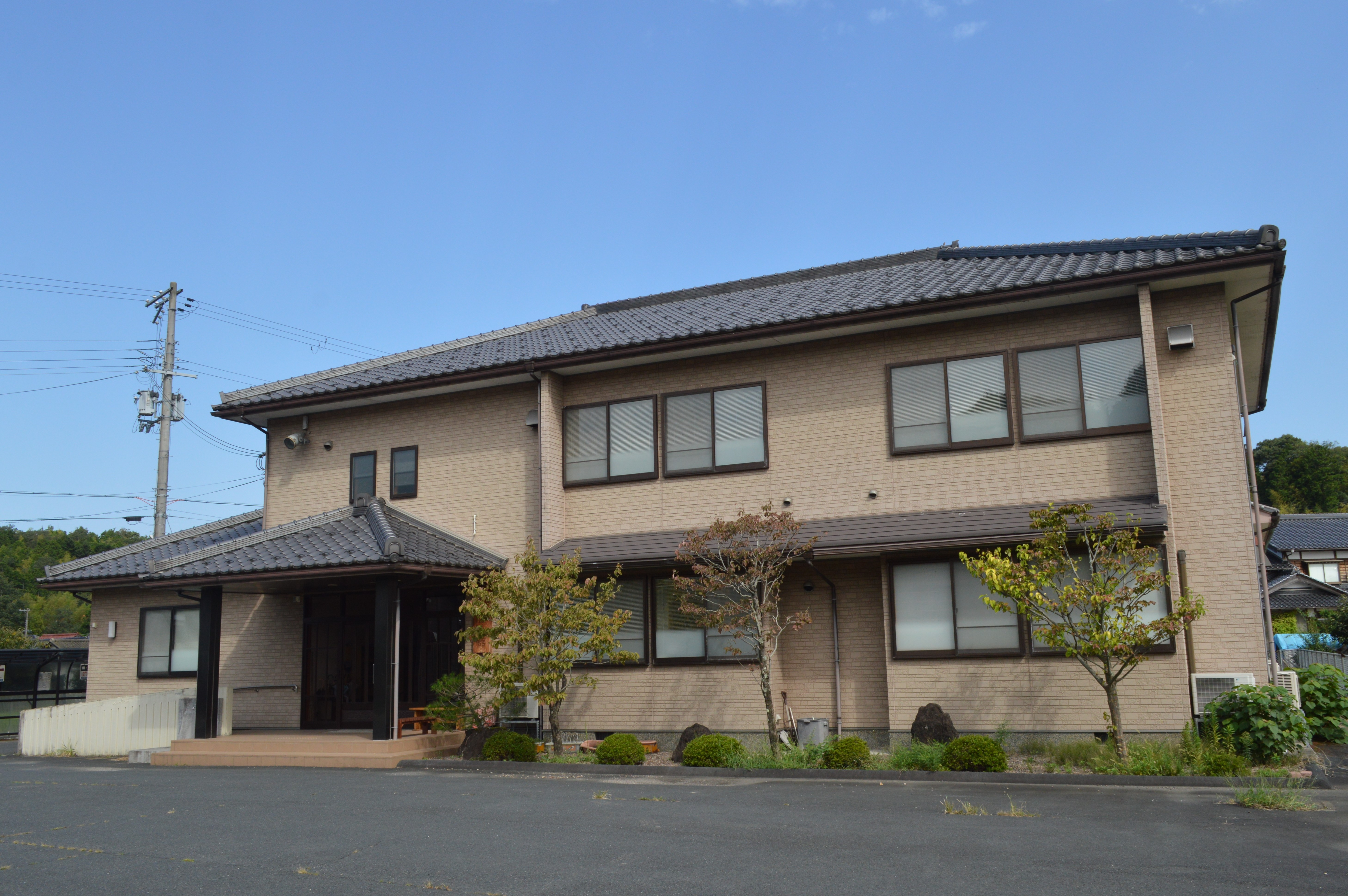
丹波公民館
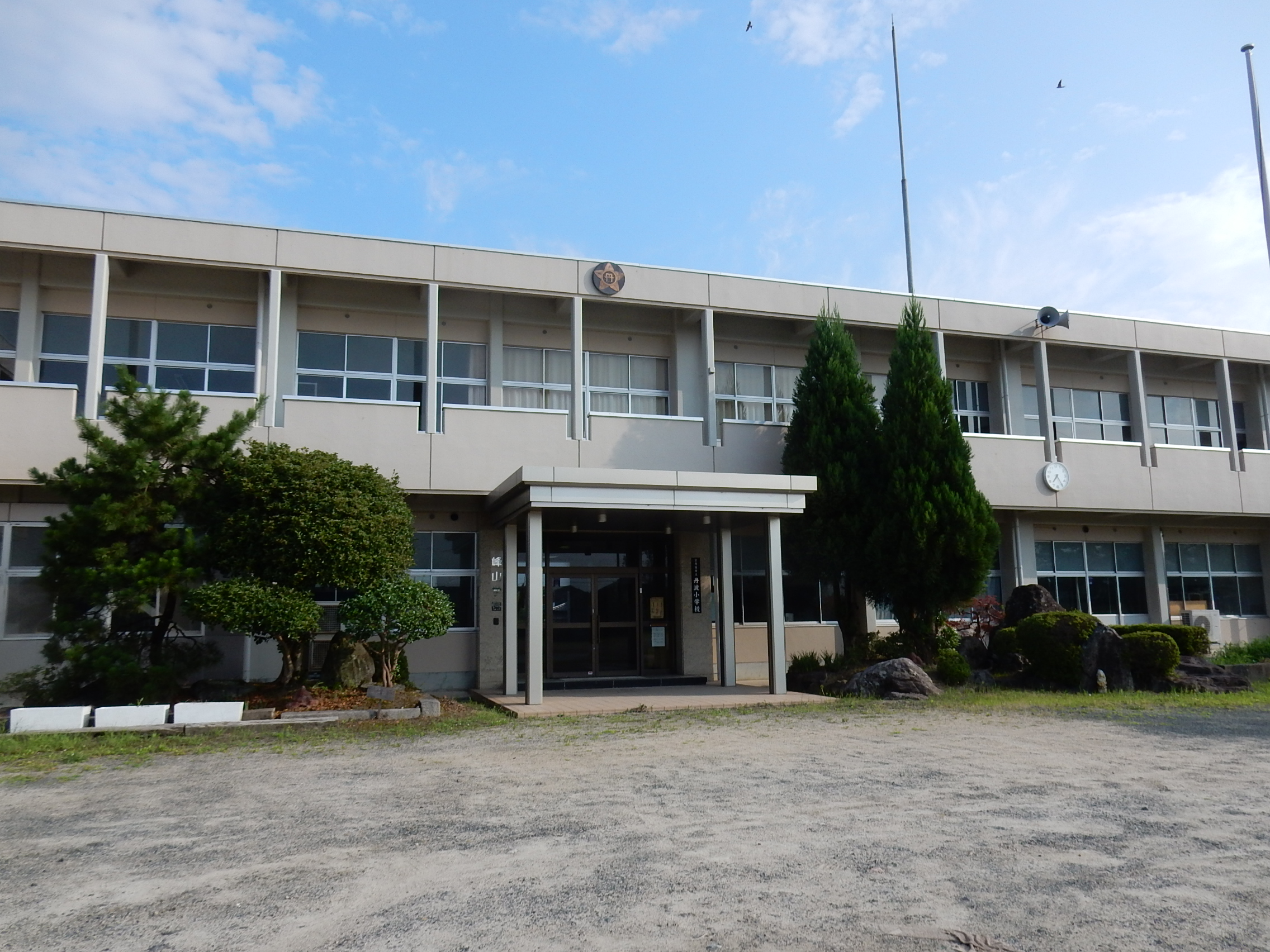
京丹後市立丹波小学校
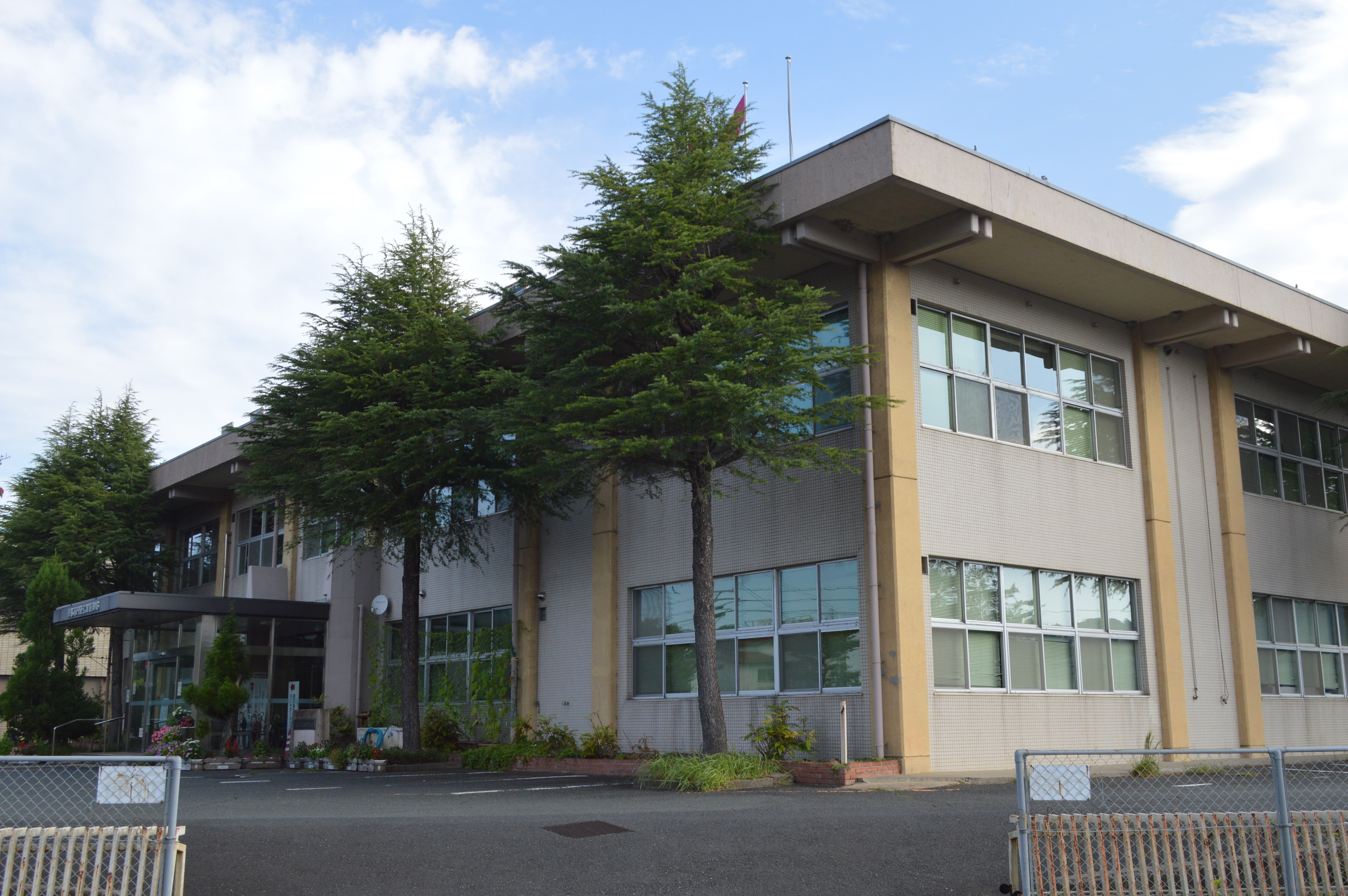
京都府峰山総合庁舎
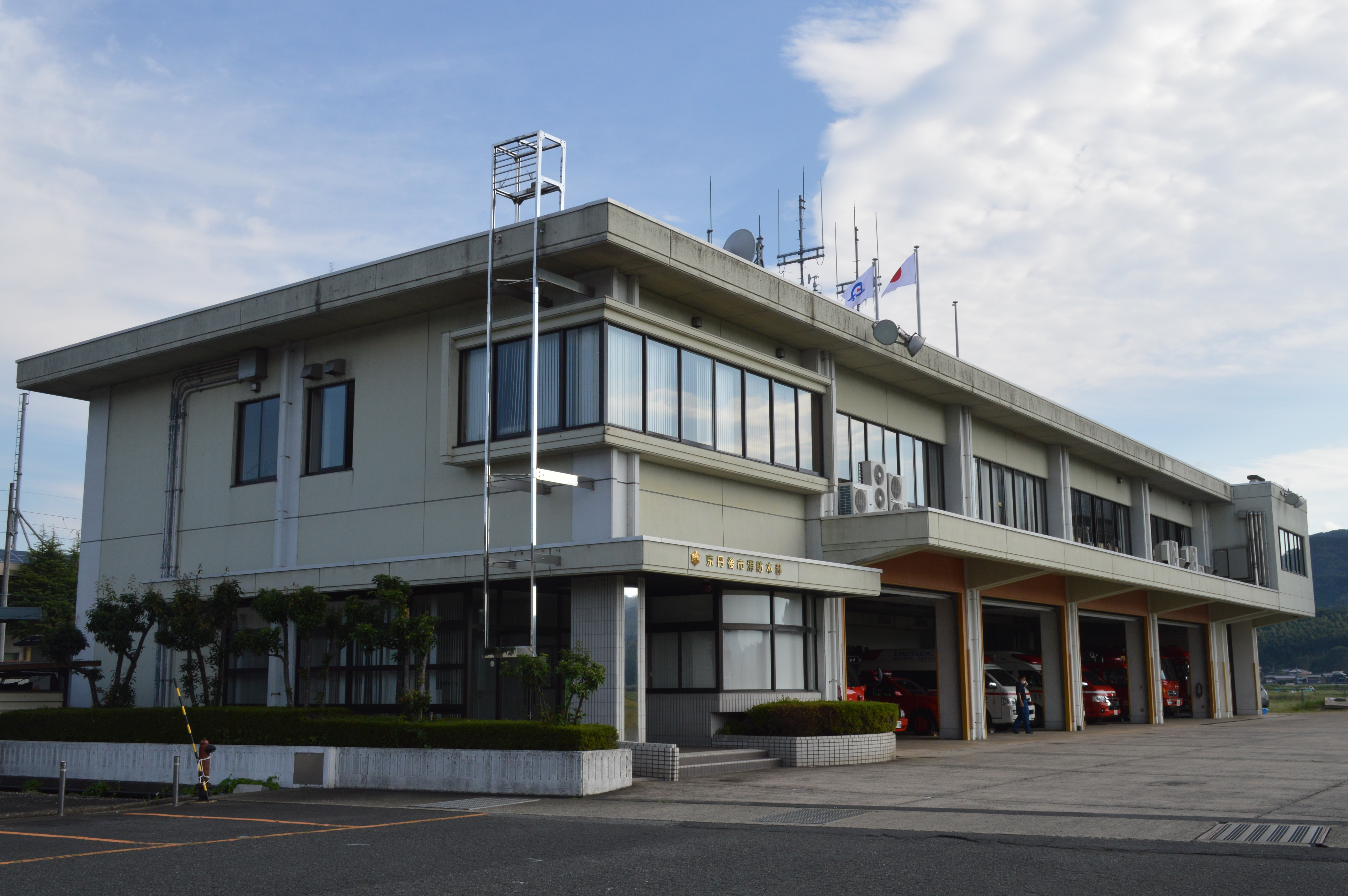
京丹後市消防本部
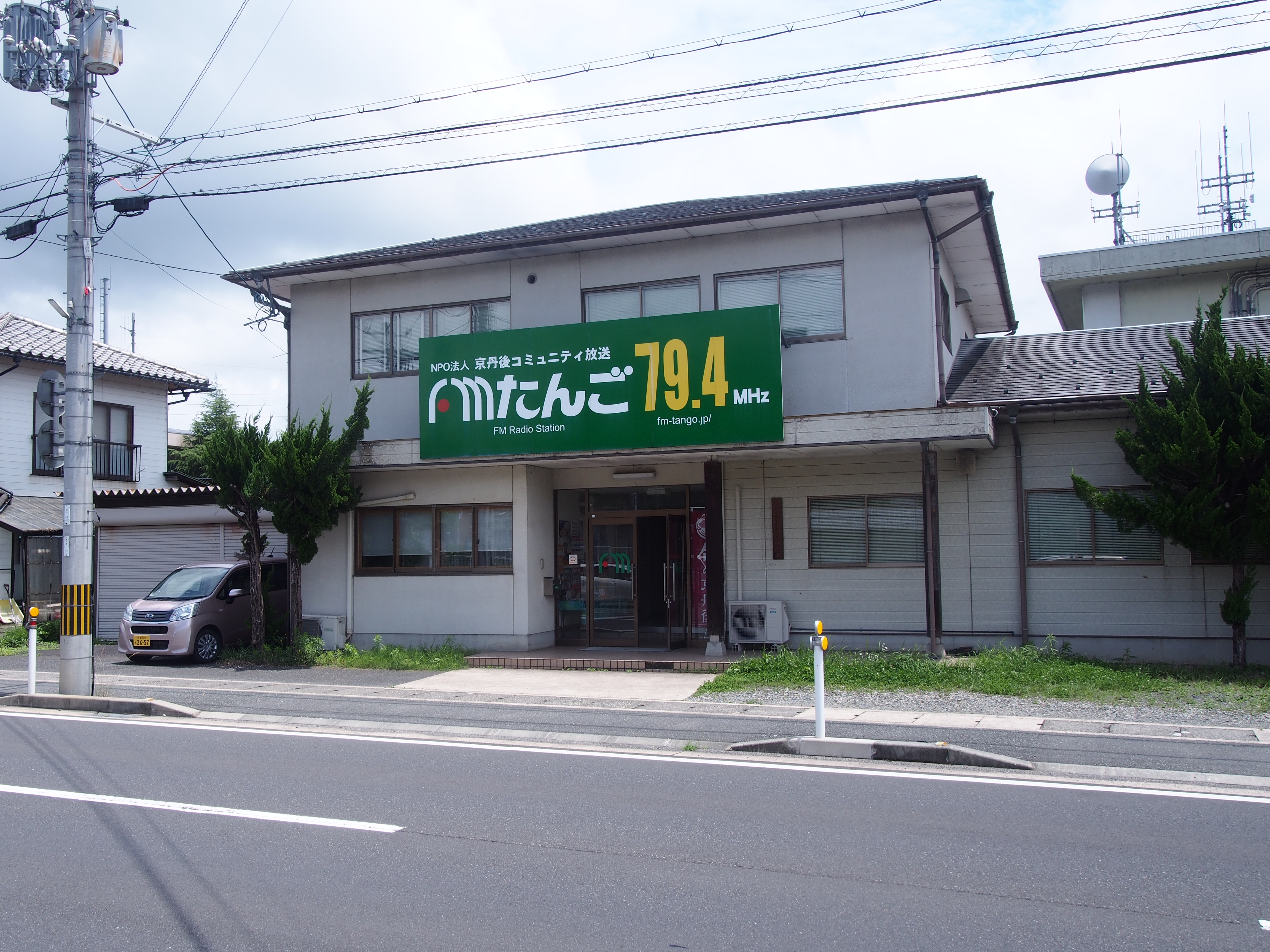
FMたんご
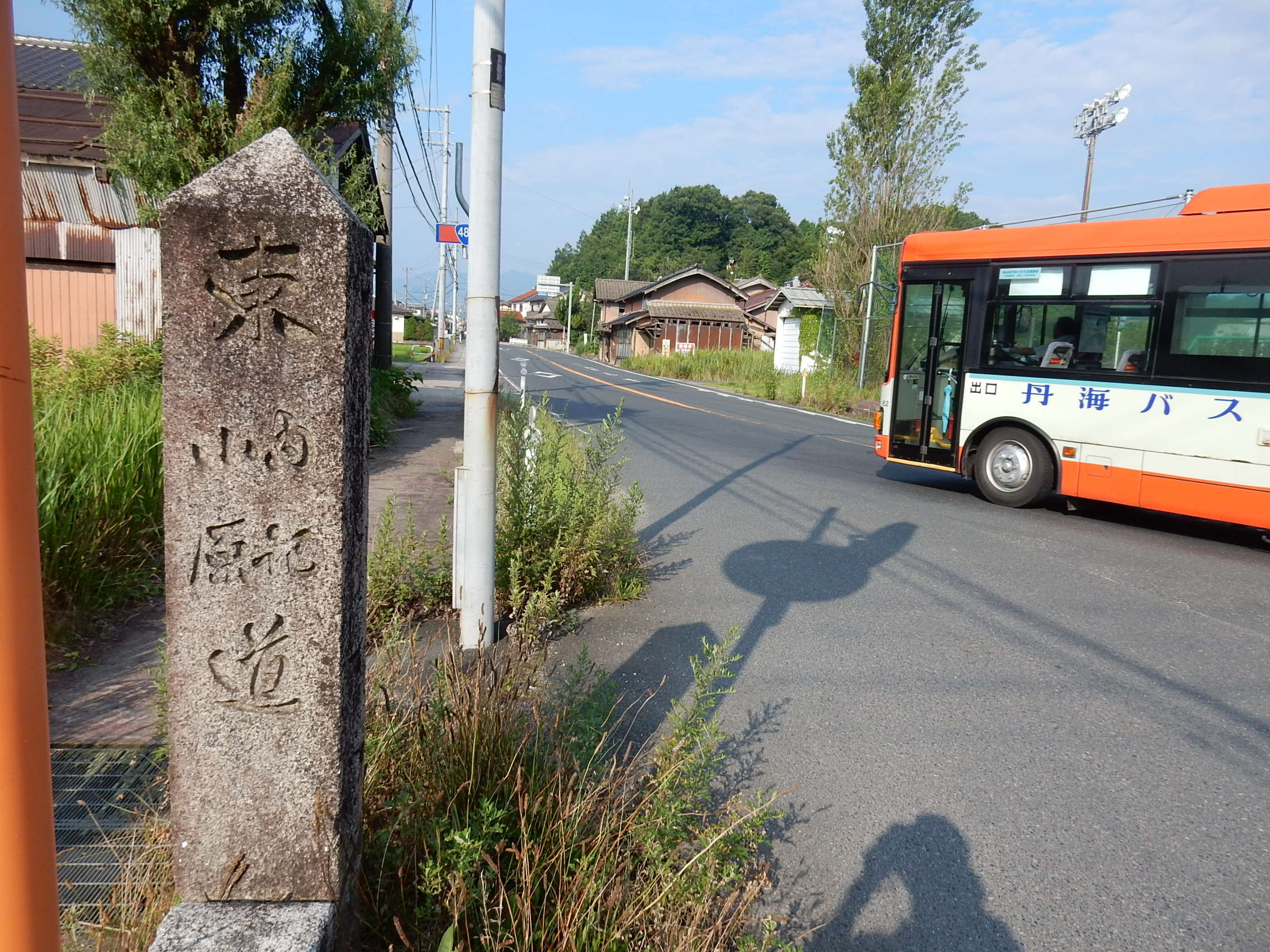
丹波を通過する国道482号